# فيصل آدم
فيصل آدم محمود عامر الهاشمي، لاعب كرة قدم قطري معتزل. ولد يوم 1 يناير عام 1971م. لعب لصالح نادي الريان والمنتخب القطري سابقاً
لاعب وهداف الأشبال بدءاً من الموسم الرياضي 1978م/1979م وثم تدرج بفريق الناشئين والشباب وكان هدافاً للدوري والكأس سنة 1985م، إلى ان لعب في الفريق الأول لكرة القدم للموسم 1986م/1987م وحتى موسم 2001م/2002م. لعب مع منصور مفتاح كرأس حربة في المنتخب القطري ونادي الريان الرياضي.
حقق مع النادي والمنتخب عدة بطولات وشارك في تصفيات كأس العالم في سنغافورة وأحرز هدف ضدالمنتخب السنغافوري
شارك في نهائيات البطولة الثامنة والعشرين لشباب آسيا تحت سن 19 سنة عام 1992م
وشارك مع المنتخب الأولمبي والمنتخب الأول كمهاجم ورأس حربة.
حقق مع نادي الريان بطولتي الدوري وبطولة كأس ولي العهد مرة وحقق مع نادي الريان كأس الأمير عام 1998م/1999م